# Salto Ventoso
Salto Ventoso é uma cachoeira situada no município brasileiro de Farroupilha. É um atrativo turístico de importância regional.
O local já era conhecido pelos indígenas da região, que usavam a gruta existente por trás da cachoeira como refúgio. Os imigrantes italianos que povoaram a área no fim do século XIX lhe deram o nome Salto Ventoso.
A cachoeira é um acidente no percurso do Arroio Salto Ventoso, um afluente da margem direita do Arroio Forromeco. A queda d'água tem uma altura de cerca de 60 metros. A gruta tem um formato de ferradura e se estende por cerca de 200 metros de comprimento e vinte de altura.
O Salto Ventoso se localiza em um parque privado, a 15 km do centro urbano de Farroupilha. Sua beleza cênica o tornou um popular destino turístico na região. Há possibilidade de realização de escaladas, caminhadas, rapel e acampamentos. Uma trilha para caminhadas foi mapeada e dividida em trechos delimitados. Parte da trilha possibilita a passagem por trás da cachoeira, que é o trecho mais procurado pelos visitantes. Há também uma pequena estrutura de apoio mantida pelos proprietários, com um comércio de alimentos e lanches, sanitários, estacionamento e churrasqueiras.

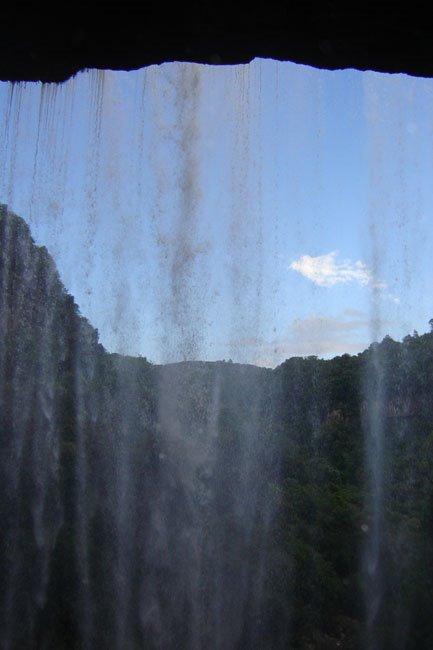
Vista da cascata do Salto Ventoso, por trás, através da sua gruta

Um estudo de 2013 de Teixeira & Michelin identificou diversos pontos de degradação ambiental decorrente da frequentação humana, com galhos de árvores quebrados, plantas pisoteadas fora da trilha, depósitos de lixo e pichações nas rochas. Segundo os pesquisadores, "o Salto Ventoso caracteriza-se como um importante atrativo turístico do município de Farroupilha, no entanto ainda necessita de muitas ações para ter uma estrutura em condições adequadas para receber visitações. [...] Considerando a importância de tal atrativo e dos recursos naturais para o turismo, o monitoramento dos impactos ambientais no local é fundamental para elaboração de estratégias de manejo, visando ao melhor aproveitamento do local com o mínimo impacto".
Em 2016 o sítio passou por obras de revitalização e qualificação, com um custo de 500 mil reais, organizadas pela Secretaria de Turismo, com o objetivo de "oferecer uma estrutura à altura do espetáculo que a natureza se encarrega de exibir". A área foi cedida para a Prefeitura pelos proprietários, que continuam a explorar o local comercialmente. As áreas de churrasqueiras e estacionamento foram reorganizadas, foram instalados uma proteção para os visitantes ao longo da trilha, para evitar quedas, bancos para repouso, mirantes para contemplação, lixeiras e sinalização com informações históricas e educativas, e passou-se a cobrar um ingresso. O banho foi proibido devido à poluição da água. Também foi formada uma comissão para acompanhar a manutenção do local no longo prazo, sendo previstas outras melhorias no acesso e na área de alimentação.
Foi palco de gravações do filme indicado ao Oscar de melhor filme estrangeiro O Quatrilho, de Fábio Barreto, baseado no romance do escritor caxiense José Clemente Pozenato.